# Purku
Purku är en ort i Estland. Den ligger i Raikküla kommun och landskapet Raplamaa, i den centrala delen av landet, 60 km söder om huvudstaden Tallinn. Purku ligger 58 meter över havet och antalet invånare är 216.
Terrängen runt Purku är mycket platt. Runt Purku är det glesbefolkat, med 10 invånare per kvadratkilometer. Närmaste större samhälle är Rapla, 13,6 km norr om Purku. Omgivningarna runt Purku är en mosaik av jordbruksmark och naturlig växtlighet.